# ويليام ماكدونالد (صحفي)
ويليام ماكدونالد (بالإنجليزية: William Macdonald)‏ هو صحفي ومؤرخ أمريكي، ولد في 1863، وتوفي في 15 ديسمبر 1938.